# Wolfgang Riehle
Wolfgang Riehle (* 24. November 1937 in Stuttgart; † 31. Juli 2015 in Graz)
war ein deutsch-österreichischer Literaturwissenschaftler und Shakespeare-Experte. Bis zu seiner Emeritierung lehrte er an der Karl-Franzens-Universität Graz.

## Leben
Wolfgang Riehle wurde am 24. November 1937 in Stuttgart geboren. Er besuchte zunächst das humanistische Gymnasium in Ulm. Eine frühe Prägung erfuhr er durch die traditionsreichen ev.- theol. Seminare Maulbronn und Blaubeuren (1953–57). Sein Studium der Anglistik, Germanistik und Latinistik absolvierte er in Tübingen, Durham (UK) und München.  Er promovierte 1964 mit einer Dissertation über Das Beiseitesprechen bei Shakespeare am Englischen Seminar der Universität München bei Wolfgang Clemen. 1972 habilitierte er sich  mit einer Arbeit über die Metaphorik in der englischen Mystik des Mittelalters. Als Privatdozent übernahm er 1972 eine Lehrstuhlvertretung am Anglistischen Seminar der Universität Heidelberg. Ab 1973 hatte er das Ordinariat Anglistik III (Englische Literatur mit besonderer Berücksichtigung des Dramas und der Mediaevistik) an der Karl-Franzens-Universität Graz inne. Seit den frühen 80er Jahren leitete er auch eine studentische Theatergruppe des Instituts für Anglistik und begann mit praktischer Inszenierungsarbeit.
Aus Anlass der 400-Jahr-Feier der Universität Graz inszenierte Riehle Plautus’ Menaechmi und Shakespeares The Comedy of Errors in einer beide Stücke eng verflechtenden Doppelaufführung. Diesem Projekt lag die seinerzeit noch  wenig für ihren wissenschaftlichen Erkenntniswert genutzte Überzeugung zugrunde, dass die aufführungspraktische Beschäftigung mit Dramentexten sehr gewinnbringend für ihre literaturtheoretische Analyse und Interpretation sein kann. Aus diesem methodischen Ansatz gelang  Riehle in seiner umfassenden Monographie Shakespeare, Plautus and the Humanist Tradition der Nachweis, dass Shakespeares Dramen nicht nur aus der heimischen Volksschauspieltradition, sondern auch aus der aktiven Rezeption der klassisch-antiken Komödientradition, vor allem des höchst vitalen Titus Maccius Plautus, zu verstehen sind. Riehle wandte seine textbezogene Interpretationsmethode nochmals an in seiner Monographie über die  erste Tetralogie von Shakespeares History Plays. Eine erneute Hinwendung zur englischen Mystik des Mittelalters ergab sich für ihn durch seinen Entschluss, einen der englischen Mystik gewidmeten Ergänzungsband zu Kurt Ruhs  Geschichte der abendländischen Mystik  zu verfassen. Am 31. Juli 2015 starb Riehle 77-jährig in Graz. Eine seiner letzten Arbeiten, eine Monographie zur Mystik bei Johann Sebastian Bach, blieb unvollendet.

## Leistungen
Riehle war Gründungsmitglied des Mediävistenverbandes und  war ab 1985 Vorstandsmitglied  der Deutschen Shakespeare Gesellschaft West bis zu deren Ende 1992, als sich im darauffolgenden Jahr die Deutsche Shakespeare Gesellschaft wiedervereinigte. 1994 organisierte er den Deutschen Anglistentag in Graz und trug dazu eine eigene Theaterinszenierung von George Bernard Shaws The Dark Lady of the Sonnets bei. Im Jahre 2006 erfolgte seine Emeritierung.
Riehle war korrespondierendes Mitglied der Österreichischen Akademie der Wissenschaften. Seine Forschungsschwerpunkte waren: Englisches Mittelalter, insbesondere Englische Mystik des Mittelalters und Geoffrey Chaucer, Shakespeare und seine Zeit, Geschichte des englischen Dramas mit besonderer  Berücksichtigung theaterpraktischer Aspekte, Librettoforschung, Interdisziplinarität und Komparatistik.

## Schriften
Monographien
- Studien zur englischen Mystik des Mittelalters unter besonderer Berücksichtigung ihrer Metaphorik (= Anglistische Forschungen. 120). Universitätsverlag C. Winter, Heidelberg 1977, ISBN 3-533-02555-1 (Zugleich: München, Universität, Habilitations-Schrift, 1977).
  - englisch: The Middle English Mystics. Translated by Bernard Standring. Routledge & Kegan Paul, London u. a. 1981, ISBN 0-7100-0612-8.
- T. S. Eliot (= Erträge der Forschung. 106). Wissenschaftliche Buchgesellschaft, Darmstadt 1979, ISBN 3-534-07371-1.
- Shakespeare, Plautus and the Humanist Tradition. Brewer, Cambridge 1990, ISBN 0-85991-305-8.
- Geoffrey Chaucer (= Rowohlts Monographien. 422). Rowohlt-Taschenbuch-Verlag, Reinbek bei Hamburg 1994, ISBN 3-499-50422-7.
- Shakespeares Trilogie King Henry VI und die Anfänge seiner dramatischen Kunst (= Anglistische Forschungen. 245). Universitätsverlag C. Winter, Heidelberg 1997, ISBN 3-8253-0458-2.
- Daniel Defoe (= Rowohlts Monographien. 50596). Rowohlt-Taschenbuch-Verlag, Reinbek bei Hamburg 2002, ISBN 3-499-50596-7.
- Englische Mystik des Mittelalters. C. H. Beck, München 2011, ISBN 978-3-406-60652-6.
- The Secret Within. Hermits, Recluses, and Spiritual Outsiders in Medieval England. Translated by Charity Scott-Stokes. Cornell University Press, Ithaca NY u. a. 2014, ISBN 978-0-8014-5109-6.